# Bezeldangar
Bezeldangar est un village du Cameroun situé dans la commune de Meri, le département du Diamaré et la region de l'Extrême-Nord. Il dépend du canton de Mambang.
Il ne faut pas confondre Bezel et Bezeldangar qui ne dépendent pas du même canton.

## Population
Le village de Bezeldangar compte, d'après le recensement de 2005, 304 habitants dont 145 de sexe masculin et 159 de sexe féminin.